# Craniophora hemileuca
Craniophora hemileuca är en fjärilsart som beskrevs av Emilio Berio 1941. Craniophora hemileuca ingår i släktet Craniophora och familjen nattflyn. Inga underarter finns listade i Catalogue of Life.